# Farma Conde Arena
A Arena Municipal de Esportes Dr. Carlos Alberto Cury Faustino, ou Farma Conde Arena, por direitos de nome, é um ginásio poliesportivo localizado na cidade de São José dos Campos.
No final do ano de 2010, a Prefeitura de São José dos Campos anunciou a construção de um ginásio multiuso na Via Oeste, no entroncamento das Ruas Campos Elisios e Winston Churchill, no Jardim das Indústrias. As obras tiveram início em 2011, com previsão de conclusão em outubro de 2012. Após atrasos no projeto, a obra foi retomada pela Prefeitura Municipal somente em maio de 2019, após uma licitação feita para a conclusão da obra, abandonada em 2013.
Em julho de 2021, a prefeitura publicou um edital de concorrência pública para a concessão da arena, vencida pelo grupo Farma Conde. O período de concessão é de 20 anos, podendo ser prorrogada em mais 10 anos.
No dia 19 de março de 2022, mais de 11 anos após o anúncio da Prefeitura, a arena foi inaugurada. Em seu dia de abertura, foram promovidos diversos eventos esportivos, com destaque para a partida entre São José Futsal e  Corinthians, válido pelo Campeonato Paulista de Futsal de 2022.
Além de ser uma das casas dos times de vôlei, basquete e futsal da cidade, a Farma Conde Arena também é um espaço multiuso, sendo utilizada frequentemente para shows e grandes eventos.